# Timoci Bavadra
Timoci (Timothy) Uluivuda Bavadra (* 22. September 1934 in Namoi Village, Lautoka; † 3. November 1989 in Suva, Fidschi) war ein fidschianischer Politiker und von April bis Mai 1987 kurzzeitig Premierminister.

## Leben
Bavadra, der von Beruf Arzt war, war Vorsitzender der Fiji Labour Party und wurde am 13. April 1987 Nachfolger des seit 1970 amtierenden Premierministers Kamisese Mara.
Bereits einen Monat später wurde seine Koalitionsregierung am 14. Mai 1987 durch einen Putsch des Militärs unter der Führung von Generalmajor Sitiveni Rabuka gestürzt. Rabuka rechtfertigte den Staatsstreich damit, dass dieser notwendig für den Frieden zwischen den ethnischen Fidschianern sowie den in Fidschi lebenden Indern war, und um die Landrechte und den politischen Einfluss der einheimischen Fidschianer zu schützen. Tatsächlich ebnete der Putsch jedoch den Weg für einige der schlimmsten Gewaltausbrüche unter den unterschiedlichen Bevölkerungsgruppen in der Geschichte Fidschis. Nachfolger als Premierminister wurde daraufhin sein Vorgänger Kamisese Mara.
Nach seinem Tode wurde Mahendra Chaudhry im November 1989 neuer Vorsitzender der Fiji Labour Party.